# Pithecellobium benthamianum
Pithecellobium benthamianum är en ärtväxtart som beskrevs av Friedrich Anton Wilhelm Miquel. Pithecellobium benthamianum ingår i släktet Pithecellobium och familjen ärtväxter. Inga underarter finns listade i Catalogue of Life.